# Credo

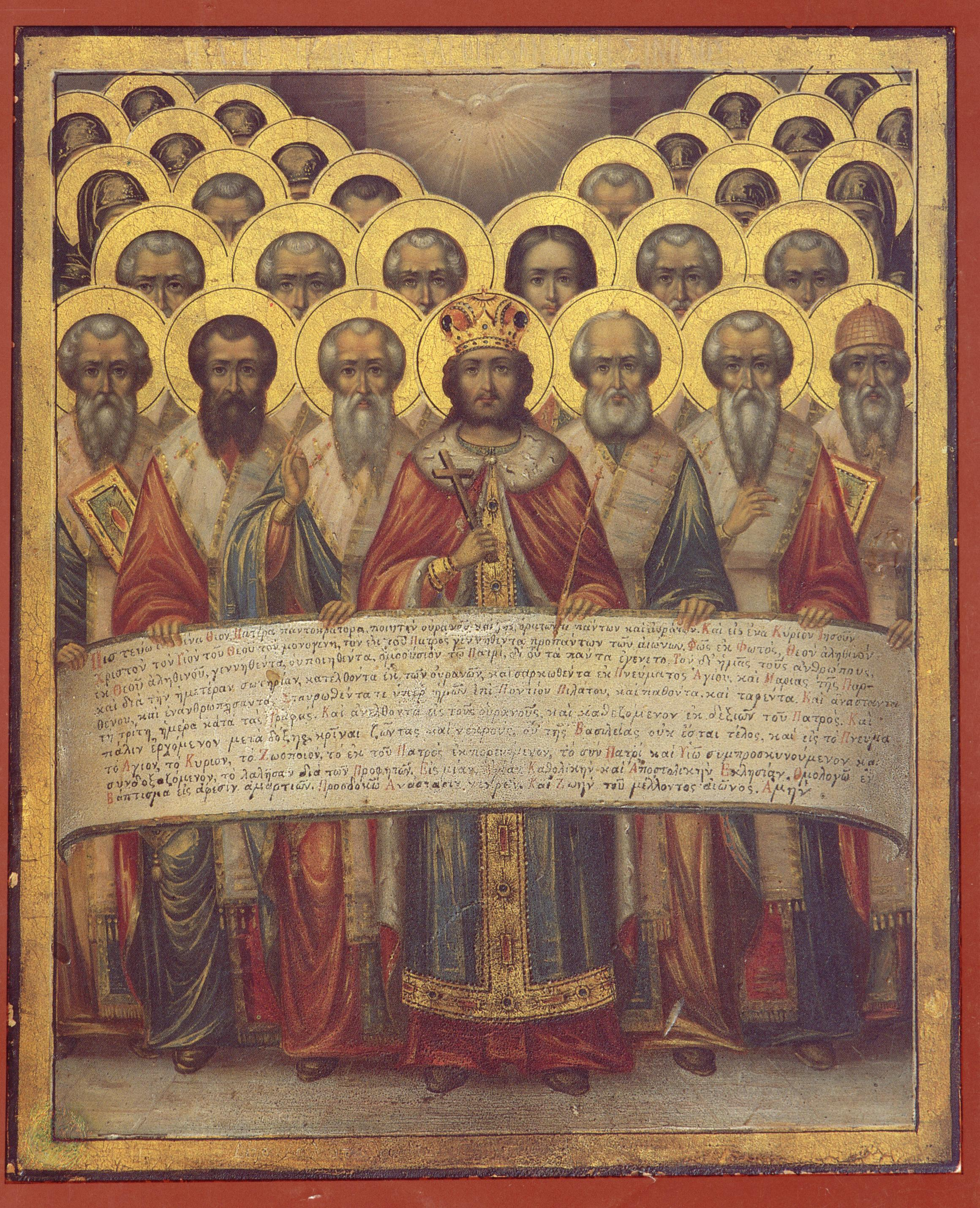
Icono que representa al Emperador Constantino y los padres del Concilio de Nicea de 325 con el texto en griego del Símbolo niceno-constantinopolitano del año 381 en su forma litúrgica.

Un credo es una declaración o confesión de fe que es compartida por una comunidad religiosa, y en particular es una fórmula fija que se recita en la liturgia.
La fórmula más conocida es el símbolo niceno-constantinopolitano (llamado también símbolo niceno). En la liturgia de la Iglesia católica y de varias denominaciones protestantes se usa también el símbolo de los apóstoles.

## Historia
El Credo niceno-constantinopolitano, que a finales del siglo V se recitaba en la liturgia en Antioquía y desde 511 en Constantinopla, fue introducido en la liturgia de la cristiandad occidental por decisión del III Concilio de Toledo en el año 589.
La práctica se extendió en España, las islas británicas y el reino franco, pero por mucho tiempo no fue aceptada en Roma. Cuando Carlomagno convocó en 809 un concilio en Aquisgrán y quiso obtener la aprobación papal de la decisión del concilio de incluir en el Credo la cláusula Filioque, el papa León III se opuso a la añadidura (a pesar de declarar ortodoxa la doctrina expresada) y sugirió seguir el ejemplo de Roma al no incluir el Credo en la celebración de la misa.
En 1014 con motivo de su coronación como emperador del Sacro Imperio, Enrique II solicitó al papa Benedicto VIII la recitación del Credo en la misa. El papa accedió a su petición, con lo que por primera vez en la historia el Credo se usó en la misa en Roma.

## Fórmulas
Son dos las fórmulas utilizadas: el Símbolo Niceno-Constantinopolitano (a menudo llamado el Símbolo Niceno) y el Símbolo de los Apóstoles.

### Credo niceno-constantinopolitano
Lo que se llama comúnmente el "credo niceno" y más correctamente el "credo niceno-constantinopolitano" no es exactamente el texto formulado durante el Segundo Concilio Ecuménico en la Ciudad de Constantinopla (año 381), revisión radical del texto del Primer Concilio Ecuménico en Nicea (en el año 325). Los textos que, por ser de las liturgias bizantina y romana, son más conocidos difieren del de ese Concilio del año 381 al utilizar el número singular de los verbos "Creo", "Confieso", "Espero": lo que el texto original dice es "Creemos" (πιστεύομεν), "Confesamos" (ὁμολογοῦμεν), "Esperamos" (προσδοκοῦμεν). El texto de la liturgia mozárabe conserva la forma plural. Los textos en latín tienen dos frases ausentes en el texto original del Concilio de Constantinopla (381). Una, Deum de Deo, se encontraba en el símbolo del Concilio de Nicea (325) mas no en el texto del año 381. Sobre la otra, 'Filioque en el rito romano, et Filio en el rito mozárabe, ha habido una importante controversia entre las Iglesias católica y ortodoxa. Además el texto mozárabe añade, después de Per quem omnia facta sunt, quae in cælo, et quae in terra,  frase también presente en el símbolo 325, mas no en el símbolo 381, y omite, al hablar de la crucifixión y la resurrección de Jesús, las dos frases pro nobis y secundum Scripturas.
Texto litúrgico en griego (rito bizantino) y latín (rito romano)

GriegoΠιστεύω εἰς ἕνα Θεόν, Πατέρα, Παντοκράτορα, ποιητὴν οὐρανοῦ καὶ γῆς, ὁρατῶν τε πάντων καὶ ἀοράτων.
Καὶ εἰς ἕνα Κύριον Ἰησοῦν Χριστόν, τὸν Υἱὸν τοῦ Θεοῦ τὸν μονογενῆ, τὸν ἐκ τοῦ Πατρὸς γεννηθέντα πρὸ πάντων τῶν αἰώνων. Φῶς ἐκ φωτός, Θεὸν ἀληθινὸν ἐκ Θεοῦ ἀληθινοῦ, γεννηθέντα οὐ ποιηθέντα, ὁμοούσιον τῷ Πατρί, δι' οὗ τὰ πάντα ἐγένετο. Τὸν δι' ἡμᾶς τοὺς ἀνθρώπους καὶ διὰ τὴν ἡμετέραν σωτηρίαν κατελθόντα ἐκ τῶν οὐρανῶν καὶ σαρκωθέντα ἐκ Πνεύματος Ἁγίου καὶ Μαρίας τῆς Παρθένου καὶ ἐνανθρωπήσαντα. Σταυρωθέντα τε ὑπὲρ ἡμῶν ἐπὶ Ποντίου Πιλάτου, καὶ παθόντα καὶ ταφέντα. Καὶ ἀναστάντα τῇ τρίτῃ ἡμέρᾳ κατὰ τὰς Γραφάς. Καὶ ἀνελθόντα εἰς τοὺς Οὐρανοὺς καὶ καθεζόμενον ἐκ δεξιῶν τοῦ Πατρός. Καὶ πάλιν ἐρχόμενον μετὰ δόξης κρῖναι ζῶντας καὶ νεκρούς, οὗ τῆς βασιλείας οὐκ ἔσται τέλος.
Καὶ εἰς τὸ Πνεῦμα τὸ Ἅγιον, τὸ Κύριον, τὸ Ζωοποιόν, τὸ ἐκ τοῦ Πατρὸς ἐκπορευόμενον, τὸ σὺν Πατρὶ καὶ Υἱῷ συμπροσκυνούμενον καὶ συνδοξαζόμενον τὸ λαλῆσαν διὰ τῶν Προφητῶν.
Εἰς Μίαν, Ἁγίαν, Καθολικὴν καὶ Ἀποστολικὴν Ἐκκλησίαν. Ὁμολογῶ ἓν Βάπτισμα εἰς ἄφεσιν ἁμαρτιῶν. Προσδοκῶ ἀνάστασιν νεκρῶν. Καὶ ζωὴν τοῦ μέλλοντος αἰῶνος.
Ἀμήν.
LatínCredo in unum Deum, Patrem omnipotentem, Factorem caeli et terrae, visibilium omnium et invisibilium.
Et in unum Dominum Iesum Christum, Filium Dei unigenitum, et ex Patre natum ante omnia saecula, Deum de Deo, Lumen de Lumine, Deum verum de Deo vero, genitum, non factum, consubstantialem Patri: per quem ómnia facta sunt; qui propter nos homines et propter nostram salutem descendit de caelis, et incarnatus est de Spiritu Sancto ex Maria Virgine et homo factus est, crucifixus etiam pro nobis sub Pontio Pilato, passus et sepultus est, et resurrexit tertia die secundum Scripturas, et ascendit in caelum, sedet ad dexteram Patris, et iterum venturus est cum gloria, iudicare vivos et mortuos; cuius regni non erit finis.
Et in Spíritum Sanctum, Dominum et vivificantem, qui ex Patre Filioque procedit, qui cum Patre et Filio simul adoratur et conglorificatur, qui locutus est per Prophetas.
Et unam sanctam catholicam et apostolicam Ecclesiam. Confiteor unum Baptisma in remissionem peccatorum. Et expecto resurrectionem mortuorum, et vitam venturi saeculi.
Amen.

Texto litúrgico en español (rito romano)

Creo en un solo Dios, Padre Todopoderoso, Creador del cielo y de la tierra, de todo lo visible y lo invisible.
 Creo en un solo Señor, Jesucristo, Hijo único de Dios, nacido del Padre antes de todos los siglos: Dios de Dios, Luz de Luz, Dios verdadero de Dios verdadero, engendrado, no creado, de la misma naturaleza que el Padre, por quien todo fue hecho; que por nosotros, los hombres, y por nuestra salvación bajó del cielo, y por obra del Espíritu Santo se encarnó de María, la Virgen, y se hizo hombre; y por nuestra causa fue crucificado en tiempos de Poncio Pilato; padeció y fue sepultado, y resucitó al tercer día, según las Escrituras, y subió al cielo, y está sentado a la derecha del Padre; y de nuevo vendrá con gloria para juzgar a vivos y muertos, y su reino no tendrá fin.
Creo en el Espíritu Santo, Señor y dador de vida, que procede del Padre y del Hijo, que con el Padre y el Hijo, recibe una misma adoración y gloria, y que habló por los profetas.
Creo en la Iglesia, que es una, santa, católica y apostólica. Confieso que hay un solo Bautismo para el perdón de los pecados.
 Espero la resurrección de los muertos y la vida del mundo futuro.
Amén.

Texto litúrgico mozárabe

LatínCredimus in unum Deum Patrem omnipotentem, visibilium omnium et invisibilium Conditorem.
 Et in unum Dominum nostrum Iesum Christum, Filium Dei Unigénitum, et ex Patre natum ante omnia sæcula. Deum ex Deo, Lumen ex Lumine. Deum verum ex Deo vero, natum non factum, Omousion Patri, hoc est, eiusdem cum Patre substantiae, Per quem omnia facta sunt, quae in cælo, et quae in terra.
 Qui propter nos homines, et propter nostram salutem, descendit de caelis, et incarnatus est de Spiritu Sancto ex Maria Virgine, et homo factus est.
 Passus sub Pontio Pilato, sepultus, tertia die resurrexit, ascendit ad cælos, sedet ad dexteram Dei Patris omnipotentis. Inde venturus est iudicare vivos et mortuos, cuius regni non erit finis.
 Et in Spiritum Sanctum, Dominum vivificatorem, et ex Patre et Filio procedentem. Cum Patre et Filio adorandum et conglorificandum. Qui locutus est per prophetas.
 Et unam, sanctam, Catholicam et Apostolicam Ecclesiam. Confitemur unum baptisma in remissionem peccatorum. Expectamus resurrectionem mortuorum et vitam venturi sæculi. 
Amen.
EspañolCreemos en un solo Dios Padre todopoderoso, hacedor del cielo y de la tierra, creador de todo lo visible y lo invisible.
Y en un solo Señor nuestro Jescristo, Hijo único de Dios, nacido del Padre antes de todos los siglos. Dios de Dios, Luz de Luz, Dios verdadero de Dios verdadero, nacido, no hecho, omooúsion con el Padre, es decir, de la misma naturaleza del Padre, por quien todo fue hecho, en el cielo y en la tierra.
Que por nosotros, los hombres, y por nuestra salvación bajó del cielo, y por obra del Espíritu Santo se encarnó de María, la Virgen, y se hizo hombre;
padeció bajo el poder de Poncio Pilato, fue sepultado, resucitó al tercer día, subió al cielo, está sentado a la derecha de Dios Padre todopoderoso. Desde allí ha de venir a juzgar a vivos y muertos, y su reino no tendrá fin.
Y en el Espíritu Santo, Señor y dador de la vida, que procede del Padre y del Hijo, que con el Padre y el Hijo ha de ser adorado y glorificado, y que habló por los profetas.
Y en la Iglesia que es una, santa, católica y apostólica. Confesamos que hay un solo bautismo para el perdón de los pecados, esperamos la resurrección de los muertos, y la vida del mundo futuro. Amén.

### Símbolo o Credo de los Apóstoles

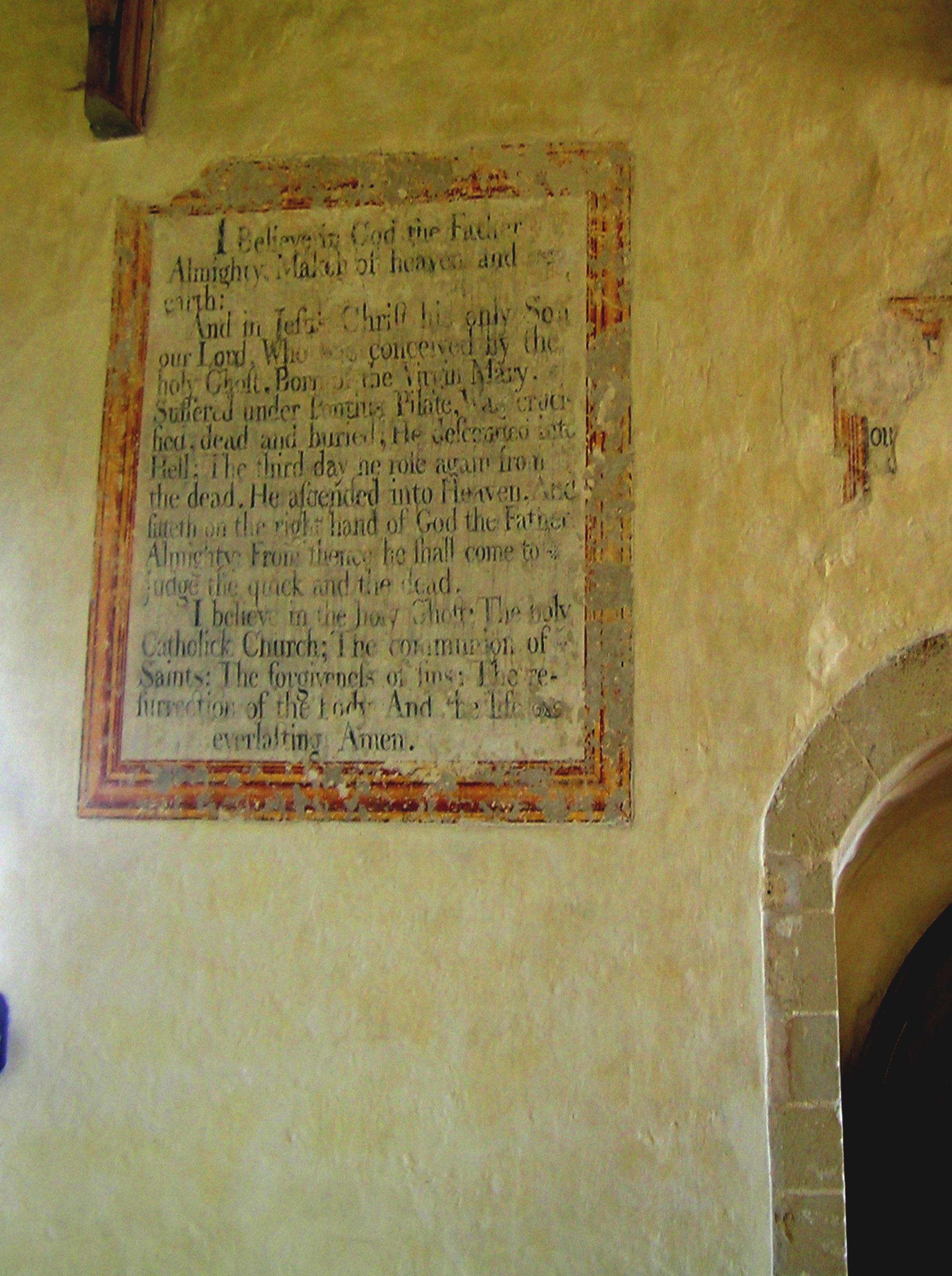
Exposición en una pintura mural del Credo de los Apóstoles en una iglesia anglicana.

El llamado Símbolo de los Apóstoles o Credo de los Apóstoles es el símbolo bautismal de la Iglesia romana. Su gran autoridad le viene de este hecho. San Ambrosio dijo: "Es el símbolo que guarda la Iglesia romana, la que fue sede de Pedro, el primero de los Apóstoles, y a la cual él llevó la doctrina común." Y su nombre, "Símbolo de los Apóstoles", se debe al hecho de ser considerado el resumen fiel de la fe de los apóstoles.

LatínCredo in Deum Patrem omnipotentem, Creatorem caeli et terrae, et in Iesum Christum, Filium Eius unicum, Dominum nostrum, qui conceptus est de Spiritu Sancto, natus ex Maria Virgine, passus sub Pontio Pilato, crucifixus, mortuus, et sepultus, descendit ad inferos, tertia die resurrexit a mortuis, ascendit ad caelos, sedet ad dexteram Dei Patris omnipotentis, inde venturus est iudicare vivos et mortuos. Credo in Spiritum Sanctum, sanctam Ecclesiam catholicam, sanctorum communionem, remissionem peccatorum, carnis resurrectionem, vitam aeternam. Amen.
Español Creo en Dios, Padre Todopoderoso, creador del cielo y de la tierra. Creo en Jesucristo, su único Hijo, nuestro Señor, que fue concebido por obra y gracia del Espíritu Santo, nació de Santa María Virgen; padeció bajo el poder de Poncio Pilato, fue crucificado, muerto y sepultado, descendió a los infiernos, al tercer día resucitó de entre los muertos, y subió a los cielos, está sentado a la derecha de Dios, Padre todopoderoso. Desde allí ha de venir a juzgar a vivos y muertos. Creo en el Espíritu Santo, la santa Iglesia católica, la comunión de los santos, el perdón de los pecados, la resurrección de la carne y la vida eterna. Amén.

Su contenido dogmático es el siguiente:
- Creo en Dios: «Nuestro Dios es el único Señor».[11]
- Padre Todopoderoso: «Lo que es imposible para los hombres es posible para Dios».[12]
- Creador del cielo y de la tierra: «En el comienzo de todo, Dios creó el cielo y la tierra».[13]
- Creo en Jesucristo: «Él es el resplandor glorioso de Dios, la imagen misma de lo que Dios es».[14]
- Su único Hijo: «Pues Dios amó tanto al mundo, que dio a su Hijo Único, para que todo aquel que crea en él no muera, sino que tenga vida eterna».[15]
- Nuestro Señor: «Dios lo ha hecho Señor y Mesías».[16]
- Que fue concebido por obra y gracia del Espíritu Santo: «El Espíritu Santo vendrá sobre ti, y el poder del Dios altísimo te cubrirá con su sombra. Por eso, el niño que va a nacer será llamado Santo e Hijo de Dios».[17]
- Nació de Santa María Virgen: «Todo esto sucedió para que se cumpliera lo que el Señor había dicho por medio del profeta: ‘la virgen quedará encinta y tendrá un hijo, al que pondrá por nombre Emmanuel’, que significa "Dios con nosotros"».[18]
- Padeció bajo el poder de Poncio Pilato: «Pilato tomó entonces a Jesús y mandó azotarlo. Los soldados trenzaron una corona de espinas, la pusieron en la cabeza de Jesús, y lo vistieron con una capa de color rojo oscuro».[19]
- Fue crucificado: «Jesús salió llevando su cruz, para ir al llamado ‘lugar de la Calavera’, que en hebreo se llama Gólgota. Allí lo crucificaron, y con él a otros dos, uno a cada lado. Pilato mandó poner sobre la cruz un letrero, que decía: ‘Jesús de Nazaret, Rey de los judíos’».[20]
- Muerto y sepultado: «Jesús gritó con fuerza y dijo: -¡Padre en tus manos encomiendo mi espíritu! Y al decir esto, murió».[21] «Después de bajarlo de la cruz, lo envolvieron en una sábana de lino y lo pusieron en un sepulcro abierto en una peña, donde todavía no habían sepultado a nadie».[22]
- Descendió a los infiernos: «Como hombre, murió; pero como ser espiritual que es, volvió a la vida. Y como ser espiritual, fue y predicó a los espíritus que estaban presos».[23][24]
- Al tercer día resucitó de entre los muertos: «Cristo murió por nuestros pecados, como dicen las Escrituras, que lo sepultaron y que resucitó al tercer día».[25]
- Subió a los cielos, está sentado a la derecha de Dios Padre todopoderoso: «El Señor Jesús fue llevado al cielo y se sentó a la derecha de Dios».[26]
- Desde allí ha de venir a juzgar a vivos y muertos: «El nos envió a anunciarle al pueblo que Dios lo ha puesto como juez de los vivos y de los muertos».[27]
- Creo en el Espíritu Santo: «Porque Dios ha llenado con su amor nuestro corazón por medio del Espíritu Santo que nos ha dado».[28]
- La santa Iglesia católica: «La fe confiesa que la Iglesia [...] no puede dejar de ser santa».[29] «En efecto, Cristo, el Hijo de Dios, a quien con el Padre y con el Espíritu se proclama 'el solo santo', amó a su Iglesia como a su esposa».[30] «Él se entregó por ella para santificarla, la unió a sí mismo como su propio cuerpo y la llenó del don del Espíritu Santo para gloria de Dios».[31] La Iglesia es, pues, «el Pueblo santo de Dios»,[32] y sus miembros son llamados «santos».[33] En griego, καθολικῆ (katholikḗ) significa universal. Por fe, el hombre es salvo al confesar que Jesús es su Señor y Salvador, sin importar el país de procedencia: «[...] Vendrán muchos del oriente y del occidente, y se sentarán con Abraham e Isaac y Jacob en el reino de los cielos».[34]
- La comunión de los Santos:
- El perdón de los pecados: «Si confesamos nuestros pecados, Él es fiel y justo para perdonar nuestros pecados, y limpiarnos de toda maldad».[35]
- La resurrección de la carne: «Cristo dará nueva vida a sus cuerpos mortales».[36]
- Y la vida eterna: «Allí no habrá noche, y los que allí vivan no necesitarán luz de lámpara ni luz del sol, porque Dios el Señor les dará su luz, y ellos reinarán por todos los siglos».[37]
- Amén: «Así sea. ¡Ven, Señor Jesús!».[38]

## Rito romano
En la misa del rito romano revisada en 1969, el Credo se recita a conclusión de la Liturgia de la Palabra, después de la homilía y antes de la Oración de los Fieles. "El Símbolo o profesión de fe tiende a que todo el pueblo congregado responda a la Palabra de Dios anunciada en las lecturas de la Sagrada Escritura y expuesta en la homilía, y a que, al proclamar la norma de su fe, con la fórmula aprobada para el uso litúrgico, recuerde y confiese los grandes misterios de la fe, antes de comenzar su celebración en la Eucaristía."
Se recita solo en domingos y solemnidades, mas puede también decirse en peculiares celebraciones más solemnes. En ocasiones, se omite después de la profesión de fe expresada en una renovación de promesas bautismales.
Si se canta, lo inicia el sacerdote o, según la oportunidad, un cantor, o el coro, pero lo cantan todos juntos. Si no se canta, lo recitan todos juntos, o a dos coros alternando entre sí.
A la mención de la Encarnación de Jesucristo, debe hacerse una profunda reverencia. En la Navidad y el día de la Anunciación, todos se arrodillan en esta parte.
El Misal indica en primer lugar el Símbolo niceno-constantinopolitano, pero permite de reemplazarlo, particularmente en la Cuaresma y el Tiempo Pascual, por el Símbolo bautismal de la Iglesia romana conocido como el Símbolo de los Apóstoles.
En la Misa tridentina el Credo se recita los domingos (incluso si, como era común antes de la reforma de Pío X, la misa celebrada no es la del domingo sino la de una fiesta en la que normalmente no se recita el Credo), en las fiestas de los apóstoles y de los doctores de la Iglesia, y en varias otras misas listadas en las ediciones del Misal romano anteriores a la de 1962. La edición de 1962 publicada por Juan XXIII redujo el número de tales misas, excluyendo, por ejemplo, la recitación del Credo por el solo motivo de una conmemoración de otra fiesta. A las palabras et incarnatus est de Spiritu Sancto ex Maria Virgine: et homo factus est, se hace siempre una genuflexión.
En la actualidad, debido al motu proprio Summorum Pontificum de Benedicto XVI está permitido a todos los sacerdotes de la Iglesia latina emplear la edición 1962 del Misal romano en lugar de la más reciente, sin pedir el permiso a nadie, cuando celebran la misa privadamente, y también, bajo ciertas condiciones, con el permiso del solo rector de la iglesia cuando celebran públicamente.

## Rito bizantino
En las Iglesias ortodoxas el texto del Credo es siempre la forma litúrgica griega del Símbolo Niceno-Constantinopolitano y se recita en cada celebración de la Divina Liturgia, no solo en los domingos. Durante la recitación se ventila el pan y el vino con un velo, acción que representa el descenso del Espíritu Santo.

## Rito mozárabe
El Credo se recita en el rito mozárabe después de la consagración y antes del Padre nuestro. Antes de su aparición en cualquier otra liturgia occidental, lo insertó en la misa mozárabe o hispana el Tercer Concilio de Toledo en 589, a imitación de lo que se hacía en el oriente y "con la función precisa de preparar los fieles a la comunión … para que la comunidad cristiana se uniese a Cristo, en la oración y en la comunión sacramental, habiendo confirmado su fe en la plena divinidad del mismo, Dios igual al Padre, según la doctrina de la Iglesia católica. " Como en el rito bizantino, el Credo se dice en todas las misas y no está reservado, como en el rito romano, a los domingos y fiestas más solemnes.

## Anglicanismo
Al celebrar la "Santa Comunión", la Iglesia de Inglaterra ahora autoriza el uso no solo del Símbolo Niceno-Constantinopolitano, el Símbolo de los Apóstoles y el Símbolo Quicumque (estos tres mencionados en los Treinta y Nueve Artículos), sino también de muchas otras profesiones de fe.

## Metodismo
John Wesley, fundador del Metodismo,  al revisar la liturgia anglicana, omitió la mención de los tres símbolos entonces reconocidos por la Iglesia de Inglaterra, mas conservó en las Oraciones de la Mañana y de la Tarde (Maitines y Vísperas). A cierto punto se dejó de celebrar estas, pero el Símbolo de los Apóstoles se insertó en 1896 en el servicio principal de culto.

## Luteranismo
En Alemania, los luteranos usan el Símbolo de los Apóstoles en su liturgia. En los Estados Unidos usan también el Símbolo Niceno-Constantinopolitano, sugiriendo este último para las ocasiones más solemnes.

## Arreglos musicales
En una misa cantada, el Credo (en la forma tradicional del Símbolo Niceno-Constantinopolitano) es el texto más largo de todo el Ordinario de la Misa del domingo o de la solemnidad. Por eso las composiciones polifónicas del Ordinario de la Misa, que no incluyen el Credo, son denominadas Missae breves. Este término no se aplica normalmente a un réquiem polifónico: una misa de réquiem no tiene Credo, mas el arreglo musical generalmente incluye el Dies irae, que es más largo que el Credo.
Entre los compositores de misas musicales están Josquin des Prés (quien perfeccionó la técnica de la misa parodia), Giovanni Pierluigi da Palestrina, Alessandro Scarlatti, Joseph Haydn, Wolfgang Amadeus Mozart (por ejemplo, la Misa Credo), Ludwig van Beethoven,  Franz Liszt, Charles Gounod, Anton Bruckner e Ígor Stravinski.